# خوشناو (قبيلة)
خوشناو هو اسم قبيلة كردية تقع بشكل رئيسي شمال مدينة أربيل في إقليم كردستان العراق. تتكون هذه القبيلة من اکثریە مسلمة مع اقلیة من المسیحیین یسکنون محلة بیترمە داخل مرکز شقلاوە. 